# 騶虞 (詩歌)
《騶虞》是《詩經·國風·召南》的篇目，《毛詩序》以為反映文王之化。就詩歌本體而言，表現了狩獵時的歡愉。

## 佚文
出土的安大簡本《騶虞》較之傳本的兩章多“彼茁者蓍，一發五麋”一章，且每章末句作“于差從𰲛”，釋文作“于嗟從乎”。由此觀之，後人或因誤讀而將“從乎”附會作“騶虞”。
對於簡本“于嗟從乎”的“從”字存在不同的解釋：
- 訓為“逐”，意為追逐獵物。語例如《詩經·國風·齊風·還》：“並驅從兩肩兮。”毛傳：“從，逐也。”
- 黃德寬認為應讀為“縱”，其义是“放”，即放生，並據此認定《騶虞》詩所讚美的是遵循田狩時禁、保護动物幼崽繁育生長的行為。[3]